# Eudokia Laskarina
Eudokia Laskarina, gelegentlich auch Sophia Laskarina genannt, (* 1210 oder 1212; † 1247 oder 1253) war eine kaiserliche Prinzessin aus dem byzantinischen Kaiserreich Nikaia und als Frau von Friedrich II. dem Streitbaren 1229 kurzfristig Erbherzogin von Österreich und Steiermark.

## Herkunft
Eudokia Laskarina stammte aus der adeligen, aber wenig prominenten byzantinischen Familie der Laskariden, aus der Konstantin Laskaris 1204/1205 für wenige Wochen Kaiser des Byzantinischen Reiches war.
Eudokia war eine jüngere Tochter des Theodor I. Komnenos Laskaris (* um 1177, † August 1222), der nach der Eroberung von Konstantinopel durch den Vierten Kreuzzug 1204 mit zahlreichen Anhängern in die Provinzhauptstadt Nikaia geflohen war und sich dort im Exil zum Kaiser von Byzanz ausrufen und 1208 krönen ließ. Er regierte bis 1222 das Kaiserreich Nikaia.
Eudokias Mutter war Anna Komnene Angelina († 1212), eine Tochter des Alexios III. Angelos, Kaiser von Byzanz (1195–1203), und der Euphrosyne Dukaina Kamatera (* um 1143, † um 1211), einer Tochter des Andronikos Dukas Kamateros († 1185, hingerichtet) und der Ne Kantakuzene.
Mangels männlicher Nachkommen wurde die älteste Tochter Irene Laskarina Erbin des Hauses. Der Thron und der Name Laskaris gingen dadurch auf die Familie deren zweiten Ehemannes Johannes III. Dukas Vatatzes über, die bis 1261 das byzantinische Kaiserreich Nikaia regierte.

## Leben
Eudokia wurde vermutlich um 1210/1212, als drittes Kind ihrer Eltern in Nikaia (heute İznik bei Bursa in der Türkei) geboren. Nikaia/Nicäa, seit der Antike Großstadt, heute vor allem bekannt wegen des Nicäanischen Glaubensbekenntnisses von 325, wurde 1077 von den Seldschuken erobert, fiel 1097 nach Belagerung durch die Kreuzritter im Ersten Kreuzzug an Byzanz zurück und diente seit 1204 als Hauptstadt des von ihrem Vater im Exil gegründeten byzantinischen Kaiserreiches von Nikaia.

### Kindheit in Nikaia
Ihre Kindheit war durch den Kampf um die Beherrschung der Bruchstücke des vom Vierten Kreuzzug 1204 zerschlagenen Byzantinischen Reiches geprägt, wobei es weder an äußeren Feinden, wie dem Sultanat der Rum-Seldschuken und dem Zweiten Bulgarischen Reich unter der Dynastie der Asseniden, noch an Rivalitäten zwischen den Nachfolgestaaten um das Erbe des Byzantinischen Reiches fehlte. Dabei standen dem Kaiserreich Nikaia das Lateinische Kaiserreich von Konstantinopel, das Kaiserreich Trapezunt des Alexios I. Megas Komnenos und das 1205 geschaffenen Fürstentum Epirus des Michael I. Komnenos Dukas Angelos gegenüber. Hinzu kamen noch das fränkische Königreich Thessaloniki unter den Markgrafen von Montferrat aus dem Haus der Aleramiden und andere fränkische Herrschaften in Griechenland wie das Fürstentum Achaia oder das Herzogtum Athen.
Eudokias Vater gelang es wider Erwarten trotz dieser Herausforderungen das seldschukische Sultanat von Rum bei Antiochia am Mäander 1211 zu besiegen, obwohl dieses den nach Ikonium geflüchteten Großvater Eudokias – den gestürzten Kaiser Alexios III. Komnenos Kaiser von Byzanz (1195–1203) – als legitimistischen Vorwand für seine Eroberungspläne benützte. Alexios III. konnte daher seine Enkelin Eudokia sehen, da er in Gefangenschaft geriet und sein Leben in einem Kloster in Nikaia beschloss.
Auch die Angriffe des Lateinischen Kaiserreiches unter Kaiser Heinrich von Flandern konnten abgewehrt werden. Der Versuch ihres Vaters, Kaiser Theodor I., Konstantinopel zu erobern scheiterte zwar, doch konnte ein dauerhafter Ausgleich Ende 1214 durch den Friedensvertrag von Nymphaion gefunden werden.

### Heiratspolitik
Angesichts der bedrängten Lage kam der Heiratspolitik eine wichtige strategische Rolle zu. Eudokia bekam daher nach dem Tod ihrer Mutter im Jahre 1212 nacheinander zwei Stiefmütter:
Am 24. November 1214 heiratete ihr Vater in zweiter Ehe Philippa von Armenien (* 1183, geschieden 1216, † vor 1219), Tochter von Ruben III. Herrscher des Armenischen Königreichs von Kilikien aus dem Haus der Rubeniden.
Im Jahr 1219 heiratete ihr Vater in dritter Ehe Maria von Courtenay; 1222 Regentin des Kaiserreiches Nikaia und nach dem Tod ihres Mann für ihren Bruder Robert von Courtenay Regentin des Lateinischen Kaiserreiches († vermutlich 1228), Tochter von Peter II. von Courtenay, Lateinischer Kaiser in Konstantinopel (1216–1219) aus dem Haus der Kapetinger.
Auch Eudokias Schwestern waren Teil dieser Strategie:
- Irene Laskarina († 1239 als Nonne Eugenia) wurde zweimal vermählt:
  - vor 1212 mit Konstantin Dukas Palaiologos, Despotes, † um 1212
  - um 1212 mit Johannes III. Dukas Vatatzes (Batatzes), der als Nachfolger seines Schwiegervaters 1222 bis 1254 Kaiser von Byzanz zu Nikaia war.
- Maria Laskarina (* 1206; † 1270)
  - 1216 Bela IV. „Venerabilis“, König von Ungarn (1235–1270), (* November 1206, † 3. Mai 1270) aus dem Haus der Arpaden

Durch diese militärischen und familienpolitischen Erfolge stabilisierte sich das Reich ihres Vaters, das die frühere byzantinische Verwaltung ungebrochen fortführte, so dass es schließlich als Erbe des alten Byzanz und Mittelpunkt der Orthodoxie anerkannt wurde, obwohl sich Theodor I. Angelos, Despot von Epirus, nach der Eroberung des kurzlebigen lateinischen Königreiches Thessaloniki 1224 zum Kaiser von Byzanz („Basileus und Autokrator der Rhomäer“) ausrufen ließ, wodurch aus dem alten byzantinischen Reich vier rivalisierende Kaiserreiche entstanden, wobei zusätzlich noch der Zar der Bulgaren Iwan Assen II. (1218–1241) ein bulgarisch-byzantinisches Imperium mit der Hauptstadt Konstantinopel anstrebte.
Ein wichtiger Einschnitt im Leben Eudokias war der Tod ihres Vaters, Kaiser Theodor I. im Jahre 1222, auf den ihr Schwager Johannes III. Dukas Vatatzes (Batatzes) als zweiter Kaiser von Byzanz zu Nikaia folgte. Dieser Machtübergang wurde jedoch von Eudokias Onkeln, Alexios Laskaris und Isaakios Laskaris, angefochten, die versuchten, mit Unterstützung des Lateinischen Kaiserreiches ihren Schwager zu vertreiben, um selbst die Herrschaft des Kaiserreiches von Nikaia zu übernehmen. Bei diesem Plan sollte Eudokia eine wesentliche Rolle spielen: Sie war als Braut für den regierenden lateinischen Kaiser Robert von Courtenay (1221–1228) vorgesehen. Die Onkel entführten daher die etwa elfjährige Eudokia nach dem Tod ihres Vaters 1222 nach Konstantinopel und verlobten sie dort mit Kaiser Robert, der versprach, sie bezüglich ihrer Thronansprüche auf Nikaia zu unterstützen.
Dieser Verlobung widersetzte sich jedoch der Patriarch Manuel von Nikaia auf Grund der zu nahen Verwandtschaft. Dies berichtet Georgios Akropolites. Dieses Eheverbot stützte sich auf die Tatsache, dass ihr Vater Kaiser Theodor I. in dritter Ehe mit Maria von Courtenay, einer Schwester von Kaiser Robert, verheiratet war und Eudokia daher die Schwägerin ihrer Stiefmutter geworden wäre.
Eudokia blieb vorerst in Konstantinopel, wo ihre beiden Onkel als Heerführer des lateinischen Kaiserreiches gegen die Bulgaren eingesetzt wurden und 1224 versuchten, ihrem Schwager mit Unterstützung einer Armee des lateinischen Kaiserreiches die Krone streitig zu machen.
Kaiser Johannes konnte sie jedoch in der Schlacht von Poimanenon besiegen, wodurch ihm 1225 fast das ganze Territorium der Lateiner in Kleinasien zufiel. Kurz darauf konnte seine Flotte auch Lesbos, Chios, Samos und Rhodos sowie in Thrakien Adrianopel unterwerfen. Der Griff auf Konstantinopel lag nahe, wurde jedoch von Theodor Angelos, König von Thessalonike, und Iwan Assen II, dem Zaren der Bulgaren, durchkreuzt. Johannes III. regierte dann bis 1254. Er gilt als der größte Staatsmann der nikäanischen Periode und als einer der bedeutendsten Herrscher der byzantinischen Geschichte, da es ihm gelang, das provinzielle Klein-Kaiserreich in eine führende Regionalmacht zu verwandeln.

### Verbindung mit Österreich
Eudokia wurde 1229 mit Friedrich II. genannt der Streitbare verlobt, der seit dem Tod seines älteren Bruders, Heinrich genannt der Grausame im Jahr 1228 Thronfolger der Herzogtümer Österreich und Steiermark war.
Eine Motivation für diese Ehe eines österreichischen Herrschers mit einer byzantinischen Prinzessin ist unschwer zu finden: Herzog Leopold VI. „der Glorreiche“, der die Ehe seines Sohnes Friedrich II. arrangierte, war selbst mit einer Prinzessin von Byzanz, Theodora Angela, verheiratet. Zugleich galt es, die Grenzen gegen Böhmen, dessen Truppen 1226 in Österreich eingefallen waren, und gegen Ungarn zu schützen. Dies konnte durch eine Ehe mit einer Prinzessin von Nikaia erreicht werden, da König Bela IV. „Venerabilis“ von Ungarn (1235–1270) mit Eudokias Schwester Maria Laskarina verheiratet war. Eine Ehe mit Eudokia Laskarina würde daher Friedrich II. zum Schwager dieses mächtigen Nachbarn machen.
Eine Gelegenheit zur Anbahnung dieser Ehe bot wohl der Fünfte Kreuzzug, zu dem – nach langem Zögern – Kaiser Friedrich II. – vermutlich von Herzog Leopold VI. von Österreich gedrängt – im Jahr 1228 – trotz Kirchenbann – aufbrach. Mit Kaiser Friedrich II. war Herzog Leopold durch die Ehe seiner Tochter Margarethe von Österreich mit dem römisch-deutschen König Heinrich VII., dem Sohn von Kaiser Friedrich II., eng verschwägert. Kaiser Friedrich II., der sich am 18. März 1229 in der Grabeskirche selbst zum König von Jerusalem krönte, pflegte gute Beziehungen zu Kaiser Johannes III. Diesem schrieb er unter anderem, dass er die Griechen bewundere, die „dieser so genannte Hohepriester [der Papst] in schamloser Weise als Häretiker zu verlästern wagt, obwohl von ihnen der christliche Glaube ausgegangen ist.“ Diese Beziehung erwies sich als dauerhaft, da Johannes III. nach dem Ableben seiner ersten Gattin Irene Laskaris, der Schwester Eudokias, Konstanze von Hohenstaufen, eine legitimierte Tochter von Kaiser Friedrich II., heiratete.
Die Ehe, über die Alberich von Trois-Fontaines berichtet, dass dux Austrie eine der Töchter von Lascarum Grecum heiratete, und die auch Lechner erwähnt, wird wohl zustande gekommen sein, obwohl auch Vermutungen bestehen, dass es sich dabei bloß um eine Verlobung gehandelt hat, die noch 1229 gelöst wurde.
Die Ehe dauerte jedenfalls nicht lange, da Herzog Friedrich der Streitbare Eudokia kurz darauf verstieß, und sich noch im selben Jahr mit Agnes Prinzessin von Meranien (geschieden 1240, † 1260), einer Erbtochter des Herzogs Otto I. Herzog von Meranien verheiratete.
Erst Jahre später trat Eudokia wieder in Erscheinung, als sie  1239/47 die dritte Frau von Anseau de Cayeux (V.), (* 1195 oder 1205, † 1273 oder 1276) wurde, der von 1237 bis 1239 Regent des Lateinischen Kaiserreiches war. Sie starb 1247/1253.

## Ehen und Nachkommen
Eudokia heiratete in erster Ehe 1229 Friedrich II. der Streitbare, Herzog von Österreich und der Steiermark (* 1210, † fällt am 15. Juni 1246 in der Schlacht an der Leitha als Letzter seines Hauses). Eudokia wurde durch diese Ehe Erbherzogin von Österreich und Steiermark. Allerdings wurde die Ehe, wenn sie denn überhaupt geschlossen wurde, noch im selben Jahr wieder geschieden.
Eudokia heiratete in zweiter Ehe 1229/39 Anseau de Cayeux (V.) (* 1195/1205, † zwischen 13. Mai 1273 und März 1276), der 1237–1239 Regent des Lateinischen Kaiserreiches war. Aus dieser Ehe
Hatte sie eine Tochter:
- Eudokia / Marie de Cayeux, † v. 1275

oo Dreux de Beaumont seigneur de Sainte-Genevieve, Marschall von Sizilien, † 1276/77 (Sohn von Adam II seigneur de Beaumont-en-Gatinais & Isabelle de Mauvoisin)